# Jean-Baptiste Jourdan
Jean-Baptiste Jourdan, I conde de Jourdan, (Limoges, 29 de abril de 1762 - París, 23 de noviembre de 1833), fue un militar francés y Mariscal de Francia, que sirvió durante las Guerras revolucionarias francesas y las Guerras napoleónicas. Fue nombrado Mariscal del Imperio por el emperador Napoleón I en 1804. También fue un político jacobino durante la fase del Directorio de la Revolución francesa, sirviendo como miembro del Consejo de los Quinientos entre 1797 y 1799.
Jourdan, uno de los comandantes más exitosos del Ejército revolucionario francés, es mejor recordado en la Revolución por llevar a los franceses a una victoria decisiva sobre la Primera Coalición en la Batalla de Fleurus, durante la campaña de Flandes. Bajo el Imperio, Napoleón lo recompensó con el título de Mariscal y continuó desempeñando asignaciones militares, pero sufrió una gran derrota en la Batalla de Vitoria, que resultó en la pérdida permanente de España por parte del Imperio. En 1815 se reconcilió con la Restauración borbónica y más tarde apoyó la Revolución de Julio y sirvió en sus últimos años como gobernador del Hôtel des Invalides.

## Biografía
Nació en Limoges, Francia, y fue aprendiz de un comerciante de sedas de Lyon. En 1776 se alistó en un regimiento francés para servir en la Guerra de Independencia de los Estados Unidos, y en 1784 se casó y estableció un negocio en Limoges. Con el estallido de la Revolución francesa se presentó como voluntario y tomó parte como subalterno en las primeras campañas en el norte de Francia. Su ascensión fue aún más rápida que la de Hoche y Marceau. En 1793 ya era General de División y fue seleccionado por Carnot para suceder a Houchard como comandante en jefe del Ejército del Norte, ganando entre el 15 15 y el 16 de octubre de 1793 la importante batalla de Wattignies.
Sin embargo, la moderación de sus posiciones políticas pronto le hizo sospechoso, y sus dudas sobre el transcurso de la guerra eran muy desagradables para el Comité de Seguridad Pública. Advertido por su amigo Carnot y por Bertrand Barère de Vieuzac, evitó el arresto y volvió a sus negocios como comerciante de tejidos en Limoges. Pronto recuperó el favor del gobierno, y a principios de 1794 fue nombrado comandante en jefe del ejército de Sambre-et-Meuse. Tras haber fracasado los repetidos intentos de forzar el paso del Sambre y tras muchos combates infructuosos, Jourdan y su ejército estaban desmoralizados, pero Carnot y los comisarios civiles urgieron al general para efectuar un último esfuerzo, que en esta ocasión resultó ser un éxito, no solo por el cruce del Sambre, sino también por la brillante victoria en la Batalla de Fleurus (26 de junio de 1794). La consecuencia directa fue la extensión de la influencia de Francia sobre el Rin, río sobre el que al año siguiente se emprendería una campaña poco decisiva.
En 1796 su ejército constituyó el ala izquierda del avance en Baviera. El grueso de las fuerzas francesas tenía como objetivo avanzar hacia Viena, conservando Jourdan el extremo izquierdo y Moreau comandando el centro por el valle del río Danubio. Napoleón Bonaparte marchaba mientras tanto por la derecha, hacia Italia y Estiria. La campaña comenzó de forma brillante, con el retroceso de los austriacos del Archiduque Carlos puestos en retirada por Moreau y Jourdan casi hasta la frontera de Austria, pero el Archiduque, alejándose de Moreau, golpeó con todas sus fuerzas contra el ejército de Jourdan, que fue derrotado en Amberg y Wurzburgo, y presionado sobre el Rin tras una severa acción contra su retaguardia que costó la vida a Marceau. Moreau hubo de dar la vuelta, y aparte de la exitosa campaña de Napoleón en Italia, las operaciones de ese año se saldaron con un estrepitoso fracaso. La causa principal de este fracaso hay que buscarla en el viciado plan de campaña impuesto por el gobierno sobre el criterio de los generales. Jourdan fue, sin embargo, tomado como chivo expiatorio de los errores del gobierno y quedó sin empleo durante dos años. En esos años se forjó una carrera política y sobre todo como el promotor de la famosa ley de reclutamiento de 1798.
Al reanudarse la guerra en 1799, Jourdan fue la cabeza del ejército en el Rin, aunque de nuevo resultó derrotado a manos del Archiduque Carlos en Stockach (25 de marzo) y, decepcionado y enfermo, entregó el mando a André Masséna. Volvió a sus deberes políticos y fue un firme oponente del Golpe de Estado del 18 de brumario, tras el cual fue expulsado del Consejo de los Quinientos. Sin embargo, pronto se reconciliaría con el nuevo régimen y aceptó trabajar para Napoleón en los campos civil y militar. En 1800 fue inspector general de caballería e infantería y representó los intereses franceses en la República Cisalpina, siendo nombrado en 1804 Mariscal de Francia.
Permaneció en el nuevo Reino de Italia hasta 1806, cuando José Bonaparte, al cual su hermano había hecho Rey de Nápoles aquel año, seleccionó a Jourdan como asesor militar. Siguió a José hasta España en 1808, pero el trono de José debía ser mantenido por el ejército francés, y durante la Guerra de la Independencia Española, los otros mariscales, que dependían directamente de Napoleón, tenían poca o ninguna simpatía por José o por Jourdan. Tras la Batalla de Vitoria dejó de tener ningún mando de importancia hasta la caída del Imperio.

### Restauración
Jourdan dio su apoyo al gobierno de restauración de 1814, y aunque se unió de nuevo a Napoleón durante los Cien Días y comandó un pequeño ejército, de nuevo se sometió a los Borbones tras Waterloo. No obstante, rehusó ser miembro de la corte, como el Mariscal Ney. Fue hecho conde, Par de Francia (1819) y gobernador de Grenoble (1816). En política fue un destacado opositor a los reaccionarios monárquicos, apoyando la Revolución de 1830. Tras estos acontecimientos, tuvo la cartera de ministro de exteriores durante unos días y posteriormente fue nombrado gobernador de Les Invalides, donde pasó sus últimos años y donde a su muerte, el 23 de noviembre de 1833, fue enterrado.